# Rolf-Ulrich Kaiser
Rolf-Ulrich Kaiser (Buckow, 18 juni 1943) is een Duits voormalig auteur en platenproducer. Eind jaren 60 en begin jaren 70 speelde hij een rol in de ontwikkeling van de Duitse zogenaamde Krautrock-scene.

## Biografie
Kaiser studeerde Germanistiek en theaterwetenschap en werkte daarna als journalist in Keulen. In 1964 kwam hij op het Burg-Waldeck-Festival in contact met de alternatievemuziekscene, waar hij vooral werd aangetrokken door de maatschappelijke en politieke ideeën van de folkmuzikanten. Hij werd medewerker van het Duitse folktijdschrift Song. In 1967 bracht hij het boek Das Songbuch uit, waarin hij een overzicht van de internationale folkscene bracht en dat interviews met onder andere Pete Seeger en Joan Baez bevatte.
Kaiser was medeoprichter van het radioprogramma Panoptikum, dat van 1968 tot 1975 maandelijks op NDR en WDR werd uitgezonden. Hij was medeorganisator van het festival Internationalen Essener Songtage, dat plaatsvond van 25 tot 29 september 1968 en 40.000 toeschouwers haalde. Het festival bood een podium aan artiesten als Amon Düül, Floh de Cologne, Guru Guru, Tangerine Dream, Franz Josef Degenhardt, The Fugs, Peter Brötzmann, Julie Felix, Julie Driscoll en Brian Auger, en haalde ook Frank Zappa naar Duitsland. Na dit festival nam Kaiser met de steun van WDR en Lufthansa het initiatief voor een IEST-liedwedstrijd, waar hij in de jury zetelde.
In 1969 richtte Kaiser het platenlabel Ohr op, met de financiële steun van Peter Meisel, toenmalig directeur van het platenlabel Hansa. Ohr legde zich toe op de jonge ontwikkelende Duitse rockmuziek en bracht dat jaar platen uit van onder meer Floh de Cologne, Tangerine Dream, Ash Ra Tempel, Klaus Schulze, Guru Guru, Amon Düül, Embryo, Witthüser & Westrupp, Birth Control en Hoelderlin. Het platenlabel werd een van de belangrijkste voor de Duitse progressieve rockmuziek of Krautrock.
Na het snelle succes van Ohr, bood BASF financiële steun voor de oprichting van het sublabel Pilz. Op het label Pilz bracht Kaiser in 1972 en 1972 meer rustige en folkgerichte muziek uit dan op het label Ohr, zoals muziek van Popol Vuh, Bröselmaschine, Wallenstein en Witthüser & Westrupp.
Ondertussen bleef Kaiser boeken publiceren over muziek en sociale thema's. Op 3 december 1971 was Kaiser aanwezig op een gedenkwaardig televisiedebat in het WDR-programma Ende offen. Nikel Pallat, manager van protestrockband Ton Steine Scherben, haalde tijdens een tafelgesprek een bijl boven en probeerde de studiotafel stuk te slaan, nadat hij in een woede was ontstoken tegen Kaiser en Meisel, en Kaiser een "kapitalistenzwijn, een muziekdief van de hoogste graad" had genoemd.
In 1972 raakten Kaiser en zijn vriendin Gille Lettmann in de ban van de Amerikaanse psycholoog en auteur Timothy Leary, die psychedelische drugs, zoals LSD, propageerde. Na een veroordeling was Leary in Amerika uit de gevangenis ontsnapt, en op dat moment had hij zijn toevlucht gezocht in Zwitserland, waar Kaiser en Lettman hem meermaals opzochten. In Zwitserland ontstonden muziekopnames met Leary en de band Ash Ra Tempel, die later onder de naam Seven Up als derde album van Ash Ra Tempel werden uitgebracht. Daarvoor richtte Kaiser het nieuwe platenlabel Kosmische Kuriere op.
Toen Kaiser zich steeds meer in zijn LSD-experimenten verloor, verlieten zijn medewerkers Bruno Wendel en Günter Körber het label Ohr om met het nieuwe platenlabel Brain Records op te richten. Ondertussen produceerde Kaiser in Zwitserland de eerder esoterische albums Tarot van Walter Wegmüller en Lord Krishna von Goloka van Sergius Golowin, en bracht die op zijn nieuwe label uit. Kaiser nam opnamemateriaal van jamsessies met verschillende artiesten, en produceerde zelf uit die opnames nog vijf albums onder de naam The Cosmic Jokers.
Er ontstonden steeds meer en meer problemen tussen Kaiser en de artiesten op het label Ohr. Wallenstein klaagde over achterstallige royalty's, Tangerine Dream distantieerde zich van het LSD-verhaal van Kaiser en ook Hoelderlin wilde niets meer met Kaisers ideeën te maken hebben. Kaiser raakte ook in het vizier van de pers, die zijn omgang met Leary veroordeelde. Op het platenlabel van Kaiser verscheen in 1974 nog het album Einsjäger & Siebenjäger van Popol Vuh en hij bracht nog een spel tarotkaarten uit die door Gille Lettmann waren ontworpen. Het label van Kaiser ging failliet en hij staakte zijn activiteiten als platenproducer. Het koppel Kaiser-Lettmann kende ook op persoonlijk vlak financiële problemen en trok zich uit de openbaarheid terug. Ze verhuisden naar het appartement van Lettmanns moeder in Frechen-Königsdorf bij Keulen.
In de jaren 80 was er weer vraag naar de muziek die op de labels van Kaiser was uitgebracht. Het label ZYX Music besloot de muziek weer uit te brengen, en sloot daarvoor rechtstreeks overeenkomsten af met de artiesten, in afwezigheid van Kaiser. Toen de eerste cd's werden uitgebracht, dook Kaiser weer op. Hij maakte bezwaar en wou aanspraak maken op zijn vermeende royalty's op de muziek, maar die rechten had hij bij zijn eerdere financiële problemen verloren.
Na de dood van Lettmanns moeder in 1990 verhuisde Kaiser met Lettmann naar een huurappartement in Sauerland, maar toen ze daar in het begin 21ste hun huur niet meer betaalden, moesten ze ook daar weg. Uiteindelijk werd voor hen een onderkomen gevonden in een gebouw van de Katholieke Kerk in Sauerland. Kaiser bleef zich afzonderen van de openbaarheid.